# Kanareneidechsen
Die Kanareneidechsen (Gallotia) leben endemisch auf den Kanarischen Inseln. Für Echte Eidechsen (Lacertidae) haben die Vertreter dieser Gattung relativ breite Schädel und unterscheiden sich auch in Details des Schuppenkleides von ihren Verwandten.

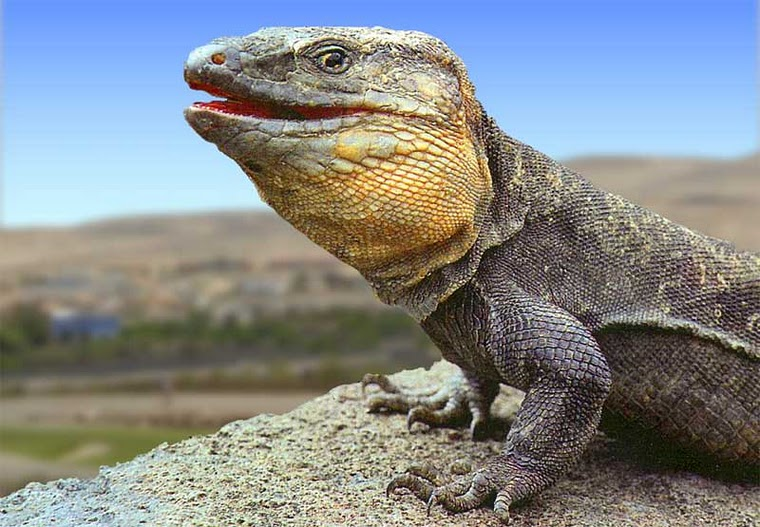
Gran-Canaria-Rieseneidechse (Gallotia stehlini)

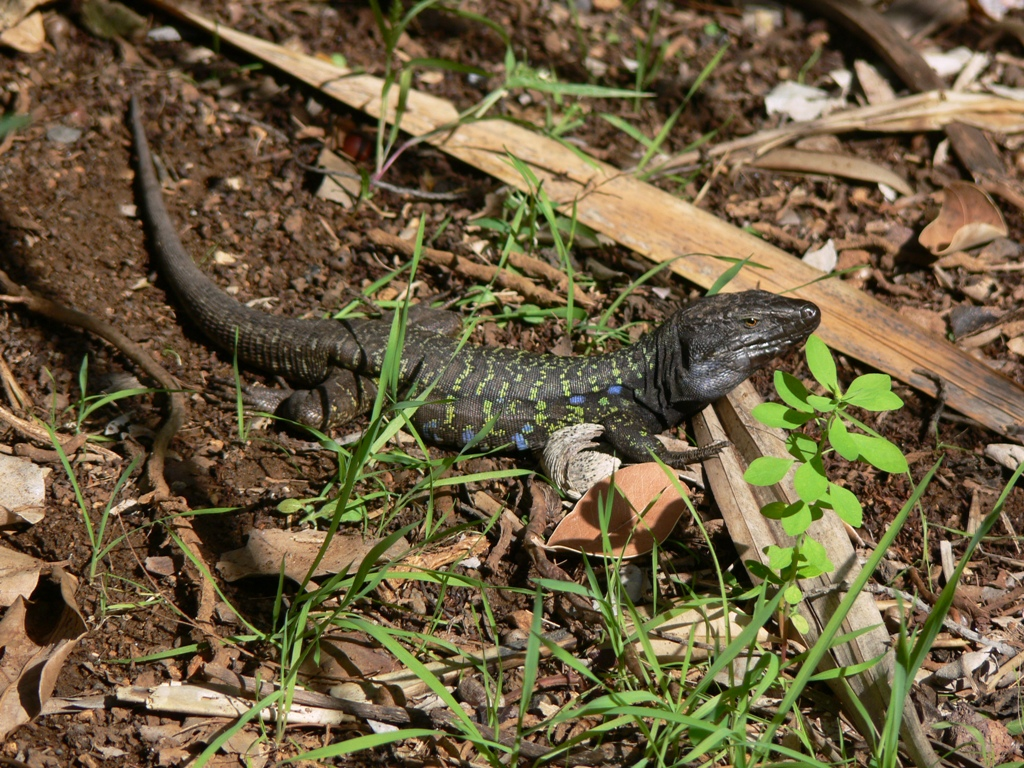
Kanareneidechse (Gallotia galloti)

## Arten
Zur Gattung der Kanareneidechsen gehören derzeit folgende acht rezente Arten:
- Ostkanareneidechse (Gallotia atlantica (Peters & Doria, 1882))
- La-Palma-Rieseneidechse (Gallotia auaritae Mateo, Garcia-Marquez, López-Jurado & Barahona, 2001)
- La-Gomera-Rieseneidechse (Gallotia bravoana Hutterer, 1985)
- Kleine Kanareneidechse (Gallotia caesaris (Lehrs, 1914))
- Kanareneidechse (Gallotia galloti (Oudart, 1839))
- Teneriffa-Rieseneidechse (Gallotia intermedia Hernández, Nogales & Martín, 2000)
- El-Hierro-Rieseneidechse (Gallotia simonyi (Steindachner, 1889))
- Gran-Canaria-Rieseneidechse (Gallotia stehlini (Schenkel, 1901))

Fossile Arten:
- † Gallotia goliath (Mertens, 1942)

## Ernährung
Kanareneidechsen fressen, neben der für alle Eidechsen üblichen Insektenkost, viel pflanzliche Nahrung. Dabei schonen sie nicht die Nutzpflanzen des Menschen und fressen z. B. Tomaten oder Weintrauben. Deswegen werden sie von den Landwirten mit Gift und Fallen bekämpft.

## Riesenwuchs
Auf Gran Canaria, Teneriffa, La Gomera und El Hierro gibt es endemische Kanareneidechsen mit Riesenwuchs. Das Gigantismus genannte Phänomen tritt oft bei Inselformen von Echsen und Nagetieren auf. Inselpopulationen neigen dazu, deutlich größere Körperformen als auf dem Festland zu entwickeln. Die Gran-Canaria-Rieseneidechse wird etwa 40 bis 50 Zentimeter lang, während die El-Hierro-Rieseneidechse bis zu 75 Zentimeter lang werden kann.
Während die Gran-Canaria-Rieseneidechse noch sehr häufig ist und vom Menschen auch auf Fuerteventura ausgesetzt wurde, galten die La-Gomera-Rieseneidechse und die El-Hierro-Rieseneidechse schon als ausgestorben. In den 1970er Jahren entdeckte ein Ziegenhirte auf El Hierro eine Restpopulation der Tiere. Im Juni 1996 entdeckte ein Biologe im Teno-Gebirge auf Teneriffa Rieseneidechsen. Es gibt eine Population von 300 bis 500 Tieren. 1999 wurden auch auf La Gomera an einer Steilwand im Valle Gran Rey einige Rieseneidechsen entdeckt. Sieben Exemplare wurden mit Fallen gefangen und werden in einem Freilandterrarium im Süden La Gomeras vermehrt.
Im Dezember 2007 gelangte ein Foto in Umlauf, welches ein Exemplar der bisher als ausgestorben angesehenen und ansonsten nur von subfossilem Knochenmaterial bekannten La-Palma-Rieseneidechse zeigen soll. Diese Zuordnung wurde jedoch von Fachleuten auch bestritten und muss, da seitdem keine neuen Bestätigungen bekannt geworden sind, als zweifelhaft gelten.